# At Eighteen
At Eighteen (hangul: 열여덟의 순간; rr: Yeolyeodeolb-ui Sun-gan) é uma série de televisão sul-coreana de 2019 estrelada por Ong Seong-wu, Kim Hyang-gi, Shin Seung-ho e Kang Ki-young. Ong teve seu primeiro papel como protagonista nessa série. Foi ao ar na JTBC de 22 de julho a 10 de setembro de 2019.

## Sinopse
At Eighteen conta a história de Choi Joon-woo (Ong Seong-wu), um jovem de dezoito anos cuja adolescência foi moldada por sua vida familiar ruim e pelos conflitos que enfrentou na escola. Forçado a transferir-se de escola por uma violação que não cometeu, ele chega à Escola Secundária Cheonbong, onde decidiu ser um ninguém: uma pessoa solitária que apenas quer terminar o 11.º ano. Ele mal sabe das reviravoltas e surpresas que o aguardam em seus dezoito anos.
Logo, Joon-woo, que tem levado uma vida solitária, tem que sair de sua zona de conforto atual. Não apenas Joon-woo, mas também seus colegas imaturos e inexperientes de dezoito anos, onde enfrentarão os conflitos, emoções e os preconceitos de um mundo moldado pelos adultos ao seu redor.

## Elenco

### Principal
- Ong Seong-wu como Choi Joon-woo
  - Jung Hyun-joon como Choi Joon-woo criança

Um aluno da sala 2-3 que se acostumou a ficar sozinho e não tem prática em expressar suas emoções. Ele é forçado a se transferir para a Escola Secundária Cheonbong por algo que não cometeu na sua antiga escola e está acostumado a ficar solitário. Por ser transferido, ele é alvo de humilhações e preconceito por parte de seus novos colegas. Mas, à medida que ele se adapta ao novo ambiente, ele se torna mais próximo dos colegas de classe e ganha a amizade de Soo-bin, sua paixão e a melhor aluna da sala.
- Kim Hyang-gi como Yoo Soo-bin

Uma aluna exemplar da sala 2-3 que não tem objetivos e ambições claras, pois sua vida é controlada por sua mãe, que quer que ela se matricule em faculdades de prestígio em Seul. Apesar da sua oposição, ela é forçada a ter aulas com professores particulares e a verificar rigorosamente o seu desempenho na escola. Ela está entre as poucas pessoas na escola que conhecem a verdadeira personalidade de Joon-woo.
- Shin Seung-ho como Ma Hwi-young

Um aluno exemplar da sala 2-3 proveniente de uma família abastada que parece ser corajoso e forte. Ele é o presidente da turma e é conhecido por tirar nota máxima em todas as matérias da escola. Sem que ninguém saiba, ele é forçado por seu pai, perfeccionista e fisicamente abusivo, a ser o melhor em tudo. Devido a essa vida familiar negativa, ele tende a ver seus colegas como subordinados, personalidade esta descoberta por Joon-woo e seu professor, o Sr. Oh.
- Kang Ki-young como Oh Han-kyeol

O professor da sala 2-3. Ele é ex-professor assistente de sala de aula temporariamente responsável pela sala 2-3, cujo professor oficial está hospitalizado. Após um incidente na escola, ele pede ao vice-diretor que seja promovido a professor oficial da sala 2-3. Ele é um viciado em compras (shopaholic) e, como professor, fica frequentemente nervoso ao lidar com os desafios da sala de aula.

### De apoio

#### Alunos
- Lee Seung-min como Lee Ki-tae

Aluno da sala 2-3; Namorado de So-ye e parte do grupo de Hwi-young. Ele se mantém próximo de Hwi-young para ganhar sua amizade e ser incluído em grupos de estudo particulares, a ponto de a maioria o ver como servo de Hwi-young.
- Moonbin como Jung Oh-je

Aluno da sala 2-3; Companheiro e melhor amigo de Joon-woo. Ele é bonito, atlético e gosta de jogar basquete; ele é a paixão de Da-heen. Em sua família, ele ajudava seu pai administrando a loja tteokbokki ou cuidando de seu irmão mais novo.
- Kim Do-wan como Cho Sang-hoon

Aluno da sala 2-3. Um gênio nato, especialmente em matemática, ele vê Hwi-young como seu rival nos estudos.
- Yoo In-soo como Yoo Pil-sang

Aluno da sala 2-3. Estúpido por fora, ele tem seu lado meigo. Ele tem uma queda por Ro-mi.
- Baek Jae-woo como Go Dong

Aluno da sala 2-3. Ele frequentemente acompanha Pil-sang.
- Woo Joon-seo como Park Kyu-nam

Aluno da sala 2-3. Ele gosta de jogar jogos para celular.
- Shin Ki-joon como Ha Shim-bok

Aluno da sala 2-3. Ele também faz parte do grupo de Hwi-young.
- Kim Ga-hee como Moon Chan-yeol

Aluna da sala 2-3; uma das amigas de Soo-bin. Embora ela não seja tão feminina, ela tem uma queda pelo professor da sala de aula, Sr. Oh.
- Moon Joo-yeon como Yoon So-ye

Aluna da sala 2-3; Namorada de Ki-tae e uma das amigas de Soo-bin. Ela é bailarina.
- Kim Bo-yoon como Kwon Da-heen

Aluna da sala 2-3; uma das amigas de Soo-bin. Ela tem uma forte queda por Oh-je.
- Han Sung-min como Hwang Ro-mi

Aluna da sala 2-3; uma das amigas de Soo-bin. Ela está com ciúmes de Soo-bin estar em um nível mais avençado do que o dela. Ela tem uma queda por Joon-woo e ignorara os flertes de Pil-sang.

#### Pais
- Shim Yi-young como Lee Yeon-woo

A mãe de Joon-woo. Uma mãe jovem e solteira, ela dirige um restaurante, mas está endividada. Ela ama muito Joon-woo.
- Choi Jae-woong como Choi Myeong-joon

O pai de Joon-woo. Ele terminou com Yeon-woo quando descobriu que, acidentalmente, engravidou Yeon-woo (Joon-woo). Ele tem sua própria família agora.
- Kim Sun-young como Yoon Song-hee

A mãe de Soo-bin. Ela força Soo-bin a ser a melhor da sala e a se preparar para ir a uma faculdade em Seul. Ela não está em bons termos com Jong-soo, seu marido, que agora tem uma nova mulher.
- Lee Hae-young como Yoo Jong-soo

O pai de Soo-bin. Ele quer se divorciar de sua esposa, mas ainda ama Soo-bin como sua filha.
- Jung Young-joo como Park Geum-ja

A mãe de Hwi-young. Mimando o filho e por medo de provocar a fúria do marido, ela usaria sua riqueza para manipular os professores de Hwi-young.
- Sung Ki-yoon como Ma Yoon-gi

O pai de Hwi-young. Forçando seu filho a ser o melhor da sala, ele submete sua esposa e Hwi-young a abusos emocionais.

#### Outros
- Park Sung-geun como Lee Kwan-yong

Vice-diretor da Escola Secundária Cheonbong.
- Heo Young-ji como Kim Ji-min

Funcionária da loja de conveniência onde Joon-woo trabalha meio período. Ela geralmente chama Joon-woo de "Park Young-bae" (o nome escrito no uniforme de segunda mão que Joon-woo está usando no trabalho). Ela está se esforçando para encontrar um trabalho melhor.
- Choi Woo-sung como Im Gun-hyuk

Ex-colega de escola de Joon-woo.
- Choi Dae-hoon como Professor Son[16]

Professor de matemática.
- Lee Seung-il como Joo Hyun-jang
- Jeon Jin-seo

### Participações especiais
- Song Geon-hee como Shin Jung-hoo (Ep. 3–4)

Amigo de infância e ex-colega de escola de Joon-woo
- Kang Hoon como irmão mais velho de Ma Hwi-young (Ep. 16)

## Trilha sonora
| At Eighteen: Original Soundtrack |                                         |                              |         |  |
| N.º                              | Título                                  | Artista                      | Duração |  |
| 1.                               | "Moments"                               | Christopher                  | 3:54    |  |
| 2.                               | "Our Story" (우리가 만난 이야기)        | Ong Seong-wu                 | 3:29    |  |
| 3.                               | "I'll Be With You" (네가 있으면 좋겠어) | Bily Acoustie                | 3:19    |  |
| 4.                               | "Dear My"                               | Stella Jang                  | 3:33    |  |
| 5.                               | "Picturesque Days" (그림 같던 날들)     | Jukjae                       | 3:42    |  |
| 6.                               | "Floral Peach"                          | Minsu                        | 3:00    |  |
| 7.                               | "At Eighteen Opening"                   | Ha Geun-young Byun Dong-wook | 1:15    |  |
| 8.                               | "Our Youth"                             | Ha Geun-young Byun Dong-wook | 2:45    |  |
| 9.                               | "First Love"                            | Ha Geun-young Byun Dong-wook | 1:55    |  |
| 10.                              | "Moving Forward"                        | Ha Geun-young Byun Dong-wook | 1:35    |  |
| 11.                              | "Are You Okay"                          | Ha Geun-young Byun Dong-wook | 1:32    |  |
| 12.                              | "Angry With Myself"                     | Ha Geun-young Yoo Min-ji     | 2:00    |  |
| 13.                              | "Thinking of You"                       | Ha Geun-young Yoo Min-ji     | 1:38    |  |
| 14.                              | "With My Friends"                       | Ha Geun-young Byun Dong-wook | 1:25    |  |
| 15.                              | "Running for Memories"                  | Ha Geun-young Byun Dong-wook | 1:32    |  |
| 16.                              | "My Dream Is"                           | Ha Geun-young Byun Dong-wook | 1:55    |  |
| 17.                              | "In Conflict"                           | Ha Geun-young Yoo Min-ji     | 1:03    |  |
| 18.                              | "I Like You"                            | Ha Geun-young Byun Dong-wook | 1:14    |  |

### Part 1
| Lançado em 29 de julho de 2019 |                   |                                        |                              |                |         |  |
| N.º                            | Título            | Letras                                 | Música                       | Artista        | Duração |  |
| 1.                             | "Moments"         | Ha Geun-young Lee Soo-yeon Christopher | Ha Geun-young Byun Dong-wook | Christopher    | 3:54    |  |
| 2.                             | "Moments" (Inst.) |                                        | Ha Geun-young Byun Dong-wook |                | 3:53    |  |
| Duração total:                 | Duração total:    | Duração total:                         | Duração total:               | Duração total: | 7:46    |  |

### Part 2
| Lançado em 5 de agosto de 2019 |                                  |                |                |                |         |  |
| N.º                            | Título                           | Letras         | Música         | Artista        | Duração |  |
| 1.                             | "Our Story" (우리가 만난 이야기) | Woo Ye-rin     | Kim Je-hwi     | Ong Seong-wu   | 3:29    |  |
| 2.                             | "Our Story" (Inst.)              |                | Kim Je-hwi     |                | 3:29    |  |
| Duração total:                 | Duração total:                   | Duração total: | Duração total: | Duração total: | 6:58    |  |

### Part 3
| Lançado em 12 de agosto de 2019 |                                         |                            |                              |                |         |  |
| N.º                             | Título                                  | Letras                     | Música                       | Artista        | Duração |  |
| 1.                              | "I'll Be With You" (네가 있으면 좋겠어) | Ha Geun-young Lee Soo-yeon | Ha Geun-young Byun Dong-wook | Bily Acoustie  | 3:19    |  |
| 2.                              | "I'll Be With You" (Inst.)              |                            | Ha Geun-young Byun Dong-wook |                | 3:19    |  |
| Duração total:                  | Duração total:                          | Duração total:             | Duração total:               | Duração total: | 6:38    |  |

### Part 4
| Lançado em 19 de agosto de 2019 |                   |                            |                            |                |         |  |
| N.º                             | Título            | Letras                     | Música                     | Artista        | Duração |  |
| 1.                              | "Dear My"         | Ha Geun-young Lee Soo-yeon | Ha Geun-young Lee Soo-yeon | Stella Jang    | 3:33    |  |
| 2.                              | "Dear My" (Inst.) |                            | Ha Geun-young Lee Soo-yeon |                | 3:33    |  |
| Duração total:                  | Duração total:    | Duração total:             | Duração total:             | Duração total: | 7:06    |  |

### Part 5
| Lançado em 26 de agosto de 2019 |                                     |                            |                              |                |         |  |
| N.º                             | Título                              | Letras                     | Música                       | Artista        | Duração |  |
| 1.                              | "Picturesque Days" (그림 같던 날들) | Ha Geun-young Lee Soo-yeon | Ha Geun-young Byun Dong-wook | Jukjae         | 3:42    |  |
| 2.                              | "Picturesque Days" (Inst.)          |                            | Ha Geun-young Byun Dong-wook |                | 3:42    |  |
| Duração total:                  | Duração total:                      | Duração total:             | Duração total:               | Duração total: | 7:24    |  |

### Part 6
| Lançado em 2 de setembro de 2019 |                        |                            |                                           |                |         |  |
| N.º                              | Título                 | Letras                     | Música                                    | Artista        | Duração |  |
| 1.                               | "Floral Peach"         | Ha Geun-young Lee Soo-yeon | Ha Geun-young Byun Dong-wook Lee Soo-yeon | Minsu          | 3:00    |  |
| 2.                               | "Floral Peach" (Inst.) |                            | Ha Geun-young Byun Dong-wook Lee Soo-yeon |                | 3:00    |  |
| Duração total:                   | Duração total:         | Duração total:             | Duração total:                            | Duração total: | 6:00    |  |

## Audiência
| Temporada | Temporada | Ep. 1 | Ep. 2 | Ep. 3 | Ep. 4 | Ep. 5 | Ep. 6 | Ep. 7 | Ep. 8 | Ep. 9 | Ep. 10 | Ep. 11 | Ep. 12 | Ep. 13 | Ep. 14 | Ep. 15 | Ep. 16 | Audiência |
| --------- | --------- | ----- | ----- | ----- | ----- | ----- | ----- | ----- | ----- | ----- | ------ | ------ | ------ | ------ | ------ | ------ | ------ | --------- |
|           | 1         | 702   | 566   | 751   | 816   | 833   | 947   | 829   | 941   | 826   | 825    | 956    | 881    | 870    | 927    | 869    | 834    | 836       |

| Ep. | Data de transmissão original | Título                                                                        | Parcela média de audiência (Nielsen Korea) | Parcela média de audiência (Nielsen Korea) |
| Ep. | Data de transmissão original | Título                                                                        | Nacional                                   | Seul                                       |
| --- | ---------------------------- | ----------------------------------------------------------------------------- | ------------------------------------------ | ------------------------------------------ |
| 1 | 22 de julho de 2019          | The Nameless Kid, Choi Joon-woo (이름없는 아이, 최준우)                       | 3.009%                                     | 3.692%                                     |
| 2 | 23 de julho de 2019          | A Moment I Want to Run Away (도망가고 싶은 순간)                              | 2.354%                                     | 2.779%                                     |
| 3 | 29 de julho de 2019          | It Always Rains on a Sad Day (속상한 날은 꼭 비가 내린다)                     | 3.169%                                     | 3.747%                                     |
| 4 | 30 de julho de 2019          | Happiness and Sadness Come and Go Instantly (기쁨과 슬픔은 한 순간)           | 3.393%                                     | 4.466%                                     |
| 5 | 5 de agosto de 2019          | After That Long and Sad Day (길고 슬픈 그날 밤이 지나면)                      | 3.341%                                     | 3.710%                                     |
| 6 | 6 de agosto de 2019          | The Timing of Action and Reaction (액션과 리액션의 타이밍)                    | 3.512%                                     | 4.260%                                     |
| 7 | 12 de agosto de 2019         | Romeo and Juliet (로미오와 줄리엣)                                            | 3.150%                                     | 3.545%                                     |
| 8 | 13 de agosto de 2019         | The Moment of Your First Love (첫 사랑의 순간)                                | 3.560%                                     | 4.217%                                     |
| 9 | 19 de agosto de 2019         | I'm Sorry... (미안해...)                                                      | 3.322%                                     | 3.927%                                     |
| 10 | 20 de agosto de 2019         | The Night That Will Never Return (다시 못 올 그날 밤)                         | 3.416%                                     | 4.031%                                     |
| 11 | 26 de agosto de 2019         | The Emotions That I Got To Know Through You (너로 인해 알게 된 감정들)        | 3.766%                                     | 5.010%                                     |
| 12 | 27 de agosto de 2019         | Being More Mature Than Adults At The Age Of 18 (어른 보다 더 어른다운 열여덟) | 3.508%                                     | 4.299%                                     |
| 13 | 2 de setembro de 2019        | I Should Still Like You (계속 좋아해야지 그래도)                              | 3.498%                                     | 4.247%                                     |
| 14 | 3 de setembro de 2019        | Happy Birthday To You                                                         | 3.808%                                     | 5.019%                                     |
| 15 | 9 de setembro de 2019        | Ways to Embrace Your Scar (상처를 안아주는 방법)                              | 3.740%                                     | 4.585%                                     |
| 16 | 10 de setembro de 2019       | This Goodbye Isn't Forever (지금의 헤어짐이 영원하지 않음을)                  | 3.882%                                     | 4.865%                                     |
| Média | Média                        | Média                                                                         | 3.402%                                     | 4.150%                                     |
| - Na tabela acima, os número em azul representam a audiência mais baixa e os número em vermelho representam a audiência mais alta. - Esta série foi exibida em um canal a cabo/TV paga que normalmente tem uma audiência relativamente menor em comparação com a TV aberta/emissoras públicas (KBS, SBS, MBC e EBS). |                              |                                                                               |                                            |                                            |

## Prêmios e indicações
| Ano  | Cerimônia                    | Categoria                  | Indicado      | Resultado | Ref.   |
| ---- | ---------------------------- | -------------------------- | ------------- | --------- | ------ |
| 2019 | 12º Korea Drama Awards       | Prêmio de Excelência, Ator | Kang Ki-young | Venceu    | [ 18 ] |
| 2019 | 12º Korea Drama Awards       | Melhor Ator Revelação      | Ong Seong-wu  | Venceu    | [ 18 ] |
| 2019 | 12º Korea Drama Awards       | Prêmio Estrela Hallyu      | Ong Seong-wu  | Venceu    | [ 18 ] |
| 2020 | Baeksang Arts Awards de 2020 | Melhor Ator Revelação (TV) | Ong Seong-wu  | Indicado  | [ 19 ] |